# Нартовка (Березники)
Нартовка — микрорайон в городе Березники Пермского края России.

## Топоним
Назван по местной речке.

## География
Расположен у юго-восточной окраины основной части города на левобережье реки Зырянка.

### Улицы
Выделяются основные магистрали посёлка — ул. Азотчиков и аллея Пионеров. Кроме того имеются улицы Огурдинская, Новаторов, Трапезникова, Братьев Кочевых и Братьев Собакиных.

## История
Посёлок возник в 1930-е годы в связи со строительством Березниковского химкомбината. В 1955 году ОКС Березниковского азотно-тукового завода начал строительство нового района хозяйственным способом. В 1956 году было закончено первое из двух общежитие. В 1957 году возводились индивидуальные и кооперативные коттеджи. В 1959 году открылась школа, в 1960-е годы клуб.

## Инфраструктура
Газификация посёлка прошла в 2024 году.
База местного ОМОНа, известного по событиям в Чечне.

## Транспортное сообщение
Через микрорайон проходят городские автобусы маршрутов 3, 12, 16.
Остановка общественного транспорта «Посёлок Нартовка» в центре микрорайона.